# Fernando Bonaldo
Fernando Bonaldo (Villa del Conte, 29 aprile 1962) è un ex nuotatore, cestista e atleta paralimpico italiano, detentore del record mondiale di pentathlon.

## Carriera

### Atletica leggera
Nel 1984 partecipa alla settima edizione dei Giochi paralimpici che si sono tenuti a New York e Stoke Mandeville. Partecipa agli europei dove conquista tre bronzi (400 m piani, lancio del giavellotto e lancio del disco).
A Verona nel 1987 ai Campionati italiani pentathlon, fissa con 3918 punti il record mondiale.

### Basket
Nel 1987, con la Nazionale, si piazza al quarto posto agli Europei tenutosi in Francia a Lorient.

## Aspea Padova
Fondatore e ex presidente dell'Aspea Padova